# Norbert de Benoit
Norbert de Benoit, né le 12 mai 1838 à Saint-Geniez-d'Olt (Aveyron) et mort le 9 février 1906 dans la même commune, est un homme politique français.

## Biographie
Avocat à Montpellier, il entre dans la magistrature sous le Second Empire. Substitut à Prades en 1865, il est juge à Rodez en 1868. Il quitte la magistrature au moment de la réforme de 1883. Conseiller municipal de Saint-Geniez-d'Olt, il est député de l'Aveyron de 1885 à 1893, siégeant à droite.

## Sources
- « Norbert de Benoit », dans Adolphe Robert et Gaston Cougny, Dictionnaire des parlementaires français, Edgar Bourloton, 1889-1891 [détail de l’édition]
- « Norbert de Benoit », dans le Dictionnaire des parlementaires français (1889-1940), sous la direction de Jean Jolly, PUF, 1960 [détail de l’édition]